# Людовік Фабрегас
Людовік Фабрегас (фр. Ludovic Fabregas, нар. 1 липня 1996) — французький гандболіст, срібний призер Олімпійських ігор 2016 року, чемпіон світу.

## Виступи на Олімпіадах
| Олімпіада           | Дисципліна | Місце |
| ------------------- | ---------- | ----- |
| Ріо-де-Жанейро 2016 | гандбол    | 2     |

## Зовнішні посилання
- Людовік Фабрегас — олімпійська статистика на сайті Sports-Reference.com (англ.) (архівна версія)

1. ↑  Promotion spéciale des jeux Olympiques et Paralympiques d’été de Tokyo 2020: Décret du 8 septembre 2021 portant promotion et nomination dans l’ordre national de la Légion d’honneur — 2021. — вип. 211. — ISSN 0242-6773